# Sms.at
sms.at war eine österreichische Online-Community und Mobile-Entertainment-Plattform.

## Geschichte
Die Website wurde 1999 von den Grazern Jürgen und Martin Pansy entwickelt und machte in den Anfangsjahren vor allem mit der Möglichkeit, über sein Profil unbegrenzt kostenlose SMS zu versenden, auf sich aufmerksam. 2007 wurde sie vom auf Mobile-Entertainment spezialisierten italienischen Medienkonzern Buongiorno übernommen, Geschäftsführer ist seitdem Martin Pansy. Das Unternehmen beschäftigte 2013 an drei Standorten (Graz, Wien, Buchs SG) 35 Mitarbeiter. Die Webseite hatte im Oktober 2009 4,8 Millionen registrierte Nutzer. Einer Umfrage zufolge nutzten sie zum damaligen Zeitpunkt 25 % der Österreicher regelmäßig, nach Facebook war es damit das am zweithäufigsten genutzte soziale Netzwerk.
2017 wurde sms.at um einen zweistelligen Millionenbetrag an die atms-Gruppe der beiden österreichischen Unternehmer Stefan Kalteis (u. a. payolution, früher Investor von Runtastic) und Christian Bamberger (Mitgründer von PAY.ON) verkauft.
2020 wurde sms.at/atms an die norwegische Link Mobility Group weiterverkauft. Das Unternehmen konzentriert sich heutzutage auf mehrere tausend Firmenkunden, die Web-SMS-Dienste nutzen. Der Dienst sms.at wird als Legacy-Produkt weiterbetrieben.
Am 4. Oktober 2023 gab die Link Mobility Group bekannt, dass der Dienst mit 13. Dezember 2023 den Betrieb einstellen wird. Begründet wurde dieser Schritt von Seiten der Betreiberfirma mit dem Bedeutungsverlust von SMS für private Nutzer und der steigenden Popularität von Messaging-Diensten. Während zu Spitzenzeiten von sms.at noch 30 Millionen SMS pro Monat über die Plattform versendet wurden, reduzierter sich dieser Wert 2023 auf lediglich 100.000 SMS pro Monat.